# جاي كونروي
جاي كونروي (بالإنجليزية: Jay Conroy)‏ هو لاعب كرة قدم بريطاني في مركز الدفاع، ولد في 2 مارس 1986 في Redhill, Surrey ‏ في المملكة المتحدة. لعب مع كريستال بالاس ونورثويتش فيكتوريا.

## وصلات خارجية
- جاي كونروي على موقع IMDb (الإنجليزية)